# Johan Konstantinovitsj van Rusland

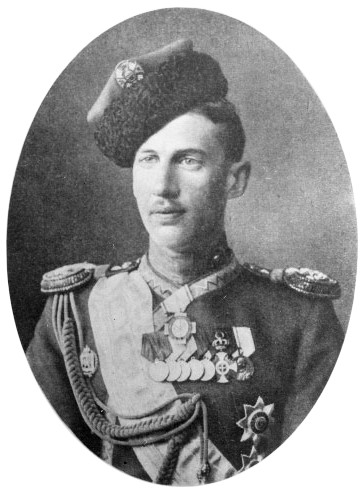
Prins Ivan Konstantinovitsj van Rusland

Johan Konstantinovitsj (Russisch: Иоанн Константиович, Ioann Konstaninovitsj) (Pavlovsk, 5 juli 1886 – Alapajevsk, 18 juli 1918), prins van Rusland, was de oudste zoon van grootvorst Constantijn Konstantinovitsj van Rusland en diens echtgenote, Elisabeth Mavrikievna Romanov. Hij werd in de Russische Revolutie door de bolsjewieken vermoord.

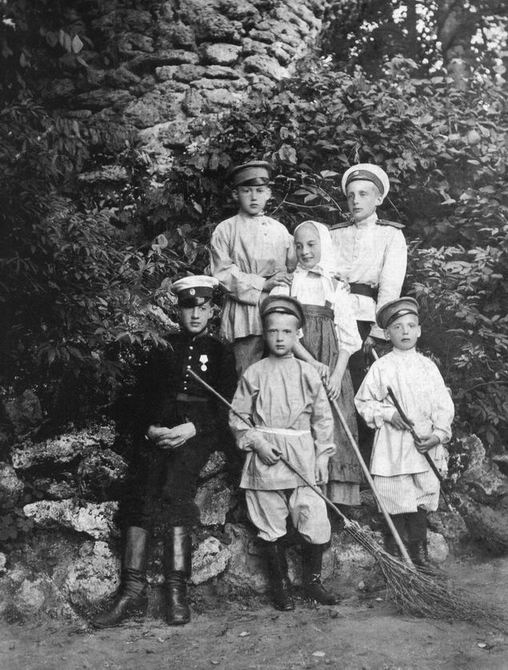
Prins Ivan met zijn broertjes en zus, alleen George en Vera staan niet op de foto, want die waren nog niet geboren

## Huwelijk en gezin
Hij speelde ooit met het idee om een Russisch-orthodoxe monnik te worden, maar werd uiteindelijk verliefd op prinses Helena Petrovna van Servië, een dochter van Peter I van Joegoslavië. Ze trouwden in 1911, waarop Helena de naam “Hare Hoogheid Prinses Helena van Rusland” aannam. Het was een erg gelukkig huwelijk, dat op 20 januari 1914 werd beloond met een zoon: prins Vsevolod Ivanovitsj, en op 25 juli 1915 met een dochter: prinses Catharina Ivanova. Zij was het laatste lid van de keizerlijke familie, die voor de val van de dynastie werd geboren.

## Russische Revolutie
Johan vocht tijdens de Eerste Wereldoorlog, waarvoor hij verscheidene onderscheidingen kreeg. Hij was nog aan het front, toen de Russische Revolutie uitbrak. In april 1918 werd hij gevangengenomen en door de bolsjewieken naar Alapajevsk, een kleine stad in de bergen van de Oeral, gezonden. Daar werd hij enkele maanden vastgehouden met twee van zijn broers, Constantijn en Igor, en enkele familieleden, Elisabeth Fjodorovna, Sergej Michajlovitsj en Vladimir Palej. In de nacht van 17 op 18 juli 1918 (24 uur na de moord op Nicolaas II en zijn gezin) werden de gevangenen door de bolsjewieken vermoord. Johan was toen 32 jaar oud. Hun lichamen werden teruggevonden in een verlaten mijnschaft door het Witte leger. Ze werden uiteindelijk herbegraven in de Kerk van de Martelaren in de buurt van Peking, China.